# Aleuronudus acapulcensis
Aleuronudus acapulcensis is een halfvleugelig insect uit de familie witte vliegen (Aleyrodidae), onderfamilie Aleurodicinae.
De wetenschappelijke naam van deze soort is voor het eerst geldig gepubliceerd door Sampson & Drews in 1941.